# Difícil de creer
Difícil de creer (también conocido por su sigla, DDC) es un programa semanal de divulgación, ciencia popular y temas inusuales, a los que durante su transmisión se les adopta siempre el lema "difícil de creer". Sus contenidos abarcan desde las ciencias biomédicas, la tecnología y la astrofísica, hasta la psicología y datos desconocidos de la historia.
Sin embargo toca algunos otros temas como leyendas, mitos o algunos otros temas que no han sido comprobados científicamente.

## Descripción
La primera emisión del programa fue en marzo del 2007. Es conducido por Sergio Sepúlveda, el cual exhibe temas como la clonación, violencia, conocimientos sorprendentes de biología, anatomía humana, países del mundo, entre otros. Desde su creación, gracias al programa se ha popularizado en México la frase «Esto es, ¡difícil de creer!».
En 2014 el programa se emitió una vez más, debido al Mundial 2014 en Brasil, grabado en el mismo país y en 2019 vuelve, esta vez en el programa Los protagonistas. En 2022 cumplió 15 años con un especial transmitido.
En 2019 vuelve a la televisión, esta vez en el canal A +, de TV Azteca, en su temporada 12.
En ese mismo año, aparece ocasionalmente en el programa matutino Venga la alegría, emitido en Azteca Uno, dicho segmento fue transmitido hasta el año 2024.